# Romain Faivre
Romain Faivre (* 14. Juli 1998 in Asnières-sur-Seine) ist ein französisch-algerischer Fußballspieler.

## Karriere

### Verein
Faivre, Sohn einer algerischen Mutter und geboren sowie aufgewachsen im Pariser Ballungsraum, begann seine fußballerische Laufbahn bei den beiden unterklassigen Jugendvereinen ES Genevilloise und dem RCFF Colombes. 2014 wechselte er in die Jugendschule des FC Tours. Dort bekam er von 2015 bis 2017 12 Einsätze für die zweite Mannschaft in der National 3. Im Jahr 2017 wechselte er dann eine Liga höher zur Zweitmannschaft der AS Monaco. 2017/18 traf er dort zweimal in 20 Spielen, stand aber auch bereits einmal im Kader der Ligue-1-Mannschaft. Neben einigen Einsätzen in der National 2 debütierte er am 22. Dezember 2018 (19. Spieltag) in der Ligue 1 gegen EA Guingamp in der Startelf. Um den Jahreswechsel spielte er außerdem noch zwei Pokal-Spiele und zwei Ligapokal-Spiele. Zur Folgesaison kehrte er jedoch wieder vollständig in den Kader der Zweitmannschaft zurück und spielte dort in 21 Saisonspiele, wobei er fünfmal traf.
Daraufhin wechselte er im Sommer 2020 zum Erstligisten Stade Brest, wo er einen Vertrag bis 2025 unterzeichnete. Am 23. August 2020 (1. Spieltag) debütierte er gegen Olympique Nîmes direkt in der Startformation. Im Spiel darauf (2. Spieltag) gegen Olympique Marseille traf er zum ersten Mal im Profibereich, als er bei der 3:2-Niederlage den zwischenzeitlichen 1:2-Anschlusstreffer erzielte. Bei Brest war er sofort Stammspieler und war an einigen Toren direkt beteiligt.
Aufgrund seiner technischen Fähigkeiten war der bei der AS Monaco ausgebildete Faivre im Sommer 2021 bei vielen Vereinen erwünscht. Es waren unter anderem Manchester United, Paris Saint-Germain und die beiden Bundesligisten Bayer 04 Leverkusen und Borussia Mönchengladbach interessiert. Auch Borussia Dortmund war eine Woche später an Faivre dran.
Bis Ende Januar 2022 kam er bei Brest zu 21 Ligaeinsätzen, sieben Toren und fünf Vorlagen, während ihm im Pokal in einem Spiel Tor und Vorlage gelang.
Schließlich wechselte Faivre noch im Winter für eine Ablösesumme von 15 Millionen Euro zu Olympique Lyon. Sein Debüt gab er bei einer 0:2-Niederlage gegen die AS Monaco, als er in der Halbzeitpause ins Spiel kam.
Im Januar 2023 wechselte er auf Leihbasis bis zum Ende der Saison 2022/23 zu Ligakonkurrent FC Lorient. Im Sommer 2023 wurde er vom englischen Erstligisten AFC Bournemouth verpflichtet, blieb jedoch weiterhin als Leihspieler für ein halbes Jahr in Lorient. Dann kehrte er nach England zurück und gab am 1. Februar 2024 sein Ligadebüt in der Partie gegen West Ham United (1:1). Bis zum Saisonende absolvierte Faivre insgesamt fünf Spiele in der Premier League. Anschließend folgte im August 2024 eine weitere Leihe an seinen ehemaligen Klub Stade Brest.

### Nationalmannschaft
Faivre spielte von 2020 bis 2021 insgesamt achtmal für die französische U21-Nationalmannschaft, wo er direkt bei seinem Debüt in der EM-Qualifikation gegen Liechtenstein (5:0) traf. Seinen zweiten Treffer erzielte er einen Monat später erneut gegen Liechtenstein, als er beim 5:0-Sieg in Vaduz traf. 